# Gangsterzy
Gangsterzy – amerykański kryminał z 1991 roku.

## Główne role
- Christian Slater - Charlie 'Lucky' Luciano
- Costas Mandylor - Frank Costello
- Richard Grieco - Bugsy Siegel
- Patrick Dempsey - Meyer Lansky
- Robert Z’Dar - Rocco
- Michael Gambon - Don Salvatore Faranzano
- Anthony Quinn - Don Giuseppe Masseria
- Clark Heathcliffe Brolly - Mike Shane
- Chris Penn - Tommy Reina
- F. Murray Abraham - Arnold Rothstein
- Leslie Bega - Anna Lansky
- Seymour Cassel - Ojciec Bonotto
- Nicholas Sadler - Mad Dog Coll
- Lara Flynn Boyle - Mara Motes
- Frank Collison - Sonny Catania
- Joe Viterelli - Joe Profaci
- Russ Fega - Nathan Citron

## Fabuła
Czasy prohibicji. 20-letni Charlie Luciano wraz z kolegami dokonują napadu. Lucky zaprzyjaźnia się z młodymi chłopakami Frankiem Costello, Bugsy Siegelem i Meyerem Lansky'm. Planuje też zemstę na gangsterach donie Faranzano i donie Masserii, którzy znieważyli jego ojca i zabili znajomego. Po latach Charlie i jego ekipa stają się najpotężniejszymi mafiozami w mieście. Ale to wszystko może się rozpaść.

## Nagrody i nominacje
Złota Malina 1991
- Najgorszy aktor drugoplanowy - Anthony Quinn (nominacja)
- Najgorszy aktor drugoplanowy - Christian Slater (nominacja)